# کومه‌نان، اوکایاما
کومه‌نان، اوکایاما (به لاتین: Kumenan, Okayama) یک منطقهٔ مسکونی در ژاپن است که در استان اوکایاما واقع شده‌است. کومه‌نان  ۵٬۸۸۱ نفر جمعیت دارد.